# Élünk, halunk, örökölünk
Az Élünk, halunk, örökölünk (eredeti címe: Daddy's Dyin': Who's Got the Will) 1990-es amerikai vígjáték, amelyet Jack Fisk rendezett. A forgatókönyvet saját színpadi műve alapján Del Shore készítette. A főbb szerepekben Beau Bridges, Beverly D’Angelo és Tess Harper látható. 
1990. április 24-én mutatták be az Egyesült Államokban. A magyar vetítés dátumáról nincs információ.

## Cselekmény
Buford Turnover előrehaladott demenciában szenved, és csak idő kérdése, hogy mikor hal meg. Buford anyósa, Wheelis mama hazahívja a négy felnőtt gyermeket, hogy az utolsó napokat apjukkal töltsék: Lurlene, a legidősebb nővér, egy lelkész felesége, aki ritkán látogatja a családot; Sara Lee, a középső nővér, aki nagyanyja segítségével gondoskodik apjáról; Orville, a kapzsi, bántalmazó testvér és felesége, Marlene; és a legfiatalabb testvér, Evalita, a hatszoros férjezett, feltörekvő countryénekesnő, aki hippi barátját, Harmony-t hozza magával.
Lurlene gyanítja, hogy kihagyták a végrendeletből, mert elidegenedett a családtól, de igyekszik a békefenntartó szerepében díszelegni. Sara Lee is a béke mellett teszi le a voksát, egészen addig, amíg megtudja, hogy Evalita részeg mivoltában egy éjszakát töltött a barátjával, Clarence-szel. Orville Marlene-t, a feleségét gyalázza mindenki előtt, aki nagyon bánkódik a súlya miatt. Marlene jó viszonyt ápol a családjával, és hamarosan Harmony-vel is megtalálják a közös hangot. Evalita tivornyázik, és nem foglalkozik az apjával, Harmony-nek pedig sikerül beilleszkednie a Turnoverekhez.
Amikor Harmony és Marlene titokban megosztanak egy jointot, a férfi közli vele, hogy beleszeretett, és megkéri, hogy szökjön el vele. A nő visszautasítja, de végül a konyhában csókolóznak, és Orville majdnem rajtakapja őket. Wheelis mamának eszébe jut, hogy Buford a végrendeletét elásta az udvarban. Mikor az iratot megtalálják, kiderül, hogy Orville és Lurlene csupán egy-egy dollárt kap a vagyonból. Mikor Sara Lee felajánlja, hogy megosztja az örökséget velük, Evalita nem hajlandó lemondani az ő részéről. Harmony kiteszi Evalitát, majd Marlene-nal együtt távoznak. Buford végül meghal, és eltemetik.

## Szereplők
| Szerep       | Színész          | Magyar hang      |
| ------------ | ---------------- | ---------------- |
| Orville      | Beau Bridges     | Dengyel Iván     |
| Evalita      | Beverly D’Angelo | Schell Judit     |
| Sara Lee     | Tess Harper      | Kovács Nóra      |
| Harmony      | Judge Reinhold   | Oberfrank Pál    |
| Lurlene      | Amy Wright       | Pap Vera         |
| Marlene      | Patrika Darbo    | Prókai Annamária |
| apa          | Bert Remsen      | Perlaki István   |
| Wheelis mama | Molly McClure    | Örkényi Éva      |
| Clarence     | Keith Carradine  | Schmied Zoltán   |
| Sid          | Newell Alexander |                  |

## Fogadtatás

### Kritikai visszhang
A film megosztotta a kritikusokat. A Rotten Tomatoeson 50%-os minősítést ért el 6 értékelés alapján. Vincent Canby a New York Timestól azt írta: „A színészi alakítások olyan jók, amennyire csak elvárható, tekintve az anyag természetét, amely hatásvadász, de nem megtévesztő.” Hal Hinson a Washington Posttól azt írta: „Apa valóban haldoklik, és hidd el, bébi, nem ő az egyetlen.” A Variety azt írta: „Del Shores nagy sikerű darabja a veszekedő texasi testvérekről pazarul kerül a filmvászonra.”

### Bevétel adatai
A Box Office Mojo szerint a film 1,3 millió dolláros bevételt szerzett, a költségvetésről nincs adat.